# بيت سيدم
قرية بيت سيدم تقع في الجنوب الشرقي لمدينة يريم وتقع على بعد 10 كم تقريبا إلى الشمال من مدينة دمت، وهي تابعة إداريا لمديرية الرضمة في محافظة إب. وهي ضمن التقسيم القبلي تابعة لـ مخلاف عمار عزلة آزال. ويحدها من الشمال جبل المقام ومن الغرب قرية هجارة واضمدة ومن الشرق قرية بيت بدر، ومن الجنوب جبل الشعر وقرى الغيليين ( غيلي الحيضاني و غيلي النجار
وبيت سيدم من القرى الجميلة التي حباها الله بموقع رائع يتميز بالهدوء والجمال 
حيث أن القرية تطل على وادي بيت سيدم الأخضر الذي يشقه سيل العموري 
وهي تقع بتلة مرتفعة قليلا عن الوادي مما يتيح للمشاهد رؤية واسعه للوادي والجبال المحيطة بالانوانها الخضراء الزاهية
ويضم بيت سيدم وادي زراعي كبير خصب ينتج الكثير من أنواع المحاصيل الزراعية 
كالقمح والذرة بانواعها والخضروات والبقوليات وغيرها وتمتاز المناطق المحيطة بالقرية بالتنوع الطبيعي الرائع
من الاعشاب الخضراء والاشجار الحراجية العالية امثال الطلح و السدر و القرض والاثل والكثير منها يستخدم في الطب الشعبي وغيرة
ويعمل معظم ساكني قرية بيت سيدم بالزراعة والرعي.